# Засада в Ниембе
Заса́да в Ние́мбе — столкновение между ирландскими миротворцами и ополчением луба на востоке Катанги, которое произошло 8 ноября 1960 года.

## Предыстория
После обретения Бельгийским Конго независимости в 1960 году, в Катанге, южной, богатой полезными ископаемыми провинции страны, вспыхнуло вооружённое восстание.
В «горячую точку» были введены миротворческие силы ООН. В составе континента находились и ирландские военные.
Народ луба не поддержал отделение Катанги, из-за чего стал одним из основных жертв сепаратистов, в особенности белых наёмников. Это заставило представителей народности подозрительно и враждебно относиться к любым европейским войскам.
В Ниембе, городе на востоке Катанги, в результате нападений повстанцев многие окрестные деревени были покинуты своими жителями. Сюда направились ирландские войска, дабы обезопасить район и побудить население вернуться.

## Ход боя
8 ноября 1960 года отряд из одиннадцати бойцов 33-го батальона ирландской армии прибыл к мосту через реку Лувейай, который нуждался в ремонте. Дорога оказалась заблокирована около 100 ополченцами луба, вооружённых луками, стрелами с отравленными наконечниками, копьями и дубинками, а также некоторым количеством огнестрельного оружия. Ирландцы приняли их за катангских боевиков. Лейтенант Кевин Глисон, руководивший миротворческим отрядом, попытался мирно поприветствовать их, но был поражен градом стрел с отравленными наконечниками (луба приняли военных за французских либо бельгийских наёмников, действовавших в интересах горнодобывающих компаний).
Ирландцы спешились со своих машин, отступили за деревья по обе стороны дороги и открыли огонь по нападавшим из пистолетов-пулемётов «Карл Густав», винтовок «Ли-Энфилд» и ручного пулемёта «Брен». Луба двинулись на них, в результате чего миротворцы были отрезаны от своих машин. Несмотря на тяжёлые потери, ополченцы одолели ирландских солдат, и началась ожесточённая рукопашная схватка, в ходе которой бо́льшая часть иностранцев была убита. Трём миротворцам удалось бежать. Один из них, Энтони Браун, добрался до соседней деревни и отдал все деньги, которые у него были, деревенским женщинам, надеясь, что они ему помогут, но вместо этого солдата избили до смерти. Двум другим удалось спрятаться, и на следующий день они были найдены другими войсками ООН.
Всего в бою было убито 9 ирландцев и 25 луба.

## Последствия
Бой оказал негативное воздействие на Ирландскую Республику, где до этого участие страны в миссии в Конго пользовалось поддержкой. Слово «балуба» (самоназвание народа луба) обрело в среде ирландцев значение «неуправляемого или дикого человека».